# Xeneboda congo
Xeneboda congo es una especie de polilla de la familia Tortricidae. Es endémico de la República Democrática del Congo.

## Descripción
La envergadura es de aproximadamente 16.5 milímetros (0.65 in). El color de fondo de las alas anteriores es crema ferruginoso, densamente estrigulado y reticulado con herrumbre y con termen pardusco, partes de la costa y dorso. Las alas traseras son anaranjadas, pero parduscas en la zona anal.

## Etimología
El nombre de la especie se refiere al nombre del país donde se encontró la especie.